# آنتساکوآمانوندرو
آنتساکوآمانوندرو (به لاتین: Antsakoamanondro) یک منطقهٔ مسکونی در ماداگاسکار است که در بخش امبانجا واقع شده‌است. آنتساکوآمانوندرو ۵٬۶۲۲ نفر جمعیت دارد و ۵۶ متر بالاتر از سطح دریا واقع شده‌است.